# Hydriomena pronax
Hydriomena pronax är en fjärilsart som beskrevs av Druce 1893. Hydriomena pronax ingår i släktet Hydriomena och familjen mätare. Inga underarter finns listade i Catalogue of Life.